# Сільвестр Савицький
Сільвестр Савицький — російський комуніст, учасник лівого руху в Колумбії та Мексиці. Один з найзагадковіших персонажів комуністичного руху Латинської Америки.

## Біографія
Савицький навчався в університеті в Москві, коли радянська влада відправила його до Китаю для закупівлі зерна. Однак Савицький програв отримані на закупівлю гроші в рулетку, через що не міг повернутися до Росії. Він втік до Токіо, а потім до Панами, перш ніж в 1922 році оселитися в Боготі. В Колумбії він почав пропагувати більшовицькі ідеї та, разом із колом своїх послідовників, серед яких були Хосе-дель-Мар, Габріель Турбай та Луїс Техада, створив марксистську спілку. Підтримуючи контакти з Соціалістичною партією Колумбії, вони зберігали свою політичну ідентичність.
В 1923 році, під його впливом, члени спілки почали шукати зв'язки з Комуністичним інтернаціоналом. 6 березня 1924 року вони сформували оргкомітет, який 1 травня того ж року заявив про створення Комуністичної партії Колумбії, а 28 травня загальними зборами було прийнято програму та статут партії Новостворена партія зобов'язались слідувати Двадцять одній Умові..
Незважаючи на протести лівих, 27 червня 1925 року декретом № 1142 Сільвестра Савицького було вислано з Колумбії за «пропаганду доктрин, що підривають соціальний стрій, таких, як анархізм та комунізм». Після цього він облаштувався в Мексиці, де співпрацював з Мексиканською комуністичною партією до кінця життя.